# Enniscorthy (stacja kolejowa)
Enniscorthy (ang: Enniscorthy railway station, irl: Stáisiún Inis Córthaidh) – stacja kolejowa w miejscowości Enniscorthy, w hrabstwie Wexford, w Irlandii. Znajduje się na Dublin to Rosslare Line. 
Stacja jest zarządzana i obsługiwana przez Iarnród Éireann.

## Linie kolejowe
- Dublin to Rosslare Line